# Хворостове
Хворостове́ — село в Україні, у Валківській міській громаді Богодухівського району Харківської області. Населення становить 228 осіб. До 2020 орган місцевого самоврядування — Шарівська сільська рада.

## Географія
Село Хворостове знаходиться поруч з балкою Кушина та урочищем Лисовичі (невеликий лісовий масив — дуб), поряд із залізницею, станція Хворостове, на відстані 2 км знаходиться села Тетющине, Петренкове і Рогівка. На північно-східній околиці села бере початок річка Карамушина.

## Історія
12 червня 2020 року, розпорядженням Кабінету Міністрів України № 725-р «Про визначення адміністративних центрів та затвердження територій територіальних громад Харківської області», увійшло до складу Валківської міської громади.
19 липня 2020 року, в результаті адміністративно-територіальної реформи та ліквідації Валківського району, село увійшло до складу Богодухівського району.